# Pierre Abret
Pierre Abret war ein französischer Maler. Abret ist 1513 bis 1514 als Maler in Troyes nachgewiesen.